# Ashihara

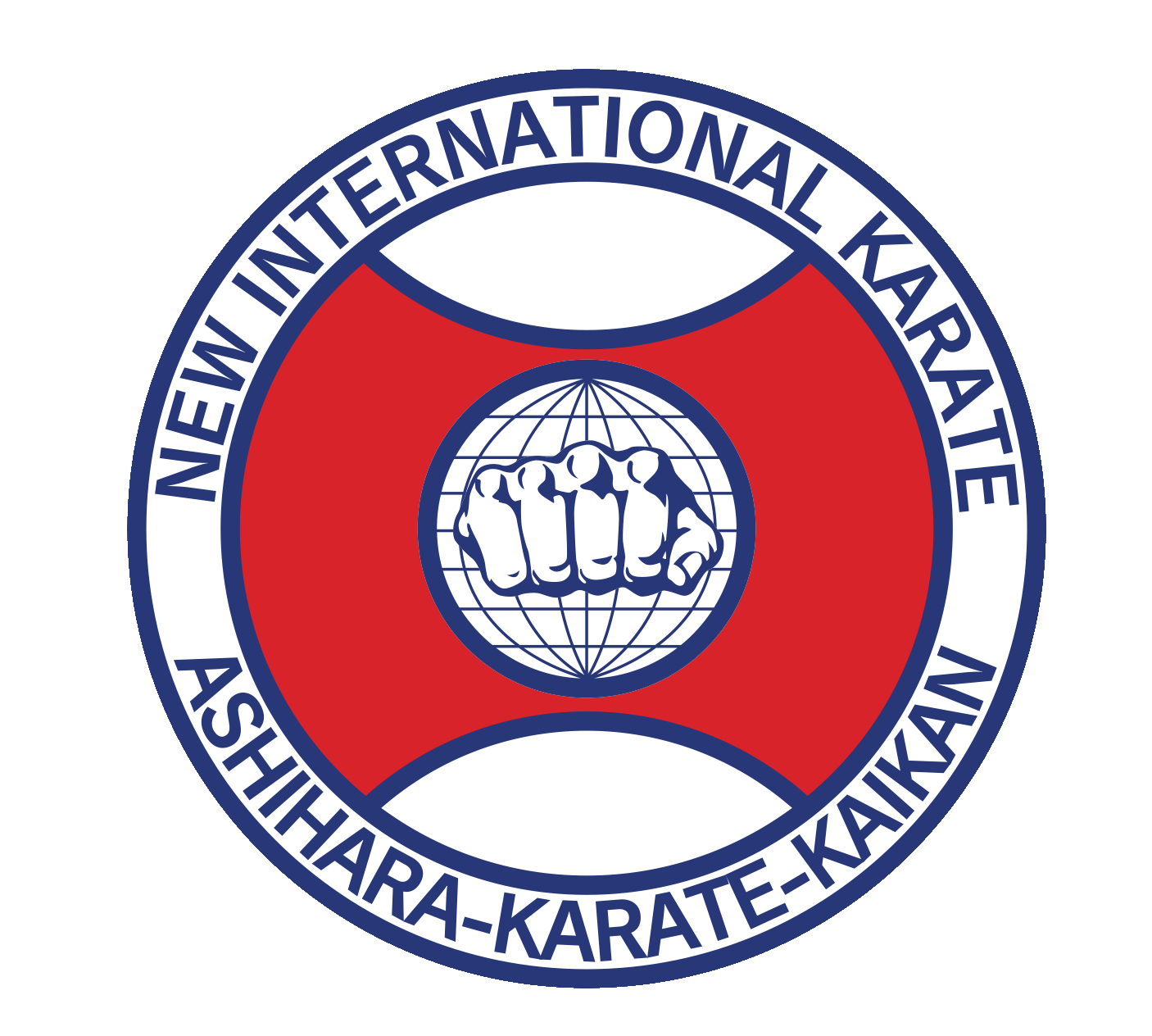
Logo NIKO Ashihara Karate

Ashihara Karate – pełnokontaktowy styl karate wywodzący się z Kyokushinkai. Jego twórcą jest japoński karateka Hideyuki Ashihara, uczeń Masutatsu Oyamy. Początkowo Ashihara nauczał Kyokushin, będąc instruktorem w głównej szkole (honbu) Oyamy, a następnie prowadząc doja w Nomurze i Yawatahamie, ale z biegiem czasu zaczął wypracowywać własny styl. W latach 70. próbował łączyć karate z aikido, jujutsu i uliczną samoobroną, co zaowocowało powstaniem nowego stylu, od jego nazwiska zwanego Ashihara. Charakteryzuje się on m.in. zasadą sabaki, tj. zejściem na zewnątrz z linii ataku do tzw. "ślepej strefy", z której można wyprowadzić skuteczny kontratak. 

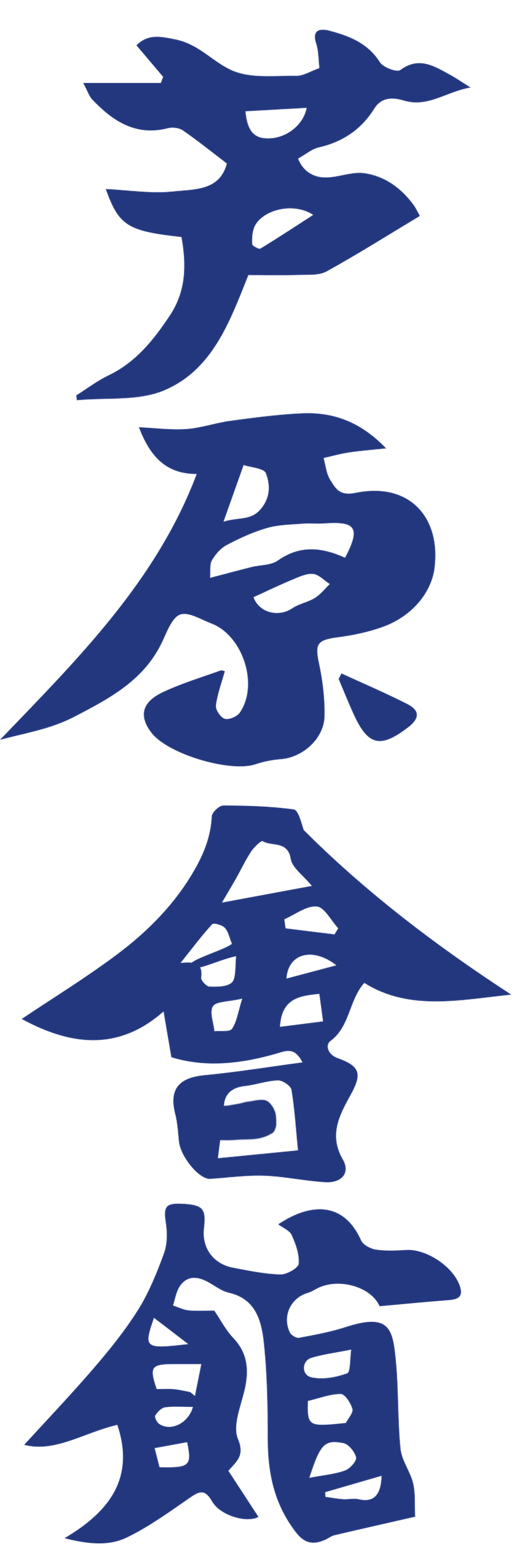
Ashihara Karate

Szkoła Ashihary zdobyła sobie popularność na terenie Japonii − gdzie jest jedną z większych pod względem praktykujących osób − a także na świecie (250 oddziałów w 35 państwach).   
W 1980 roku Kancho Hideyuki Ashihara założył New International Karate Organisation (NIKO), organizację która zrzesza członków szkoły oraz nadzoruje jej oddziały. Jej siedziba oraz główne dojo (honbu) znajduje się w Matsuyamie. Każdy szef oddziału (Branch Chief) odpowiada bezpośrednio przed Kancho Ashihara,  

## Obecnie
Ashihara Karate ma wiele  oddziałów w Japonii i rozprzestrzenił się na cały świat. Kancho Ashihara umarł w 1995 roku w wieku 50 lat z powodu stwardnienia zanikowego bocznego, przed śmiercią mianował swojego syna Hidenori Ashihara na jego następcą i  Kancho NIKO.   
Obecnie w Polsce są dwa ośrodki certyfikowane przez NIKO Ashihara Karate :
- Bushido: Branch Chief Marcin Kozera (Warszawa)
- Kumite Klub: Branch Chief Rafał Szomański (Warszawa)

## Szkoły karate wywodzące się od NIKO
- Enshin Karate w Stanach Zjednoczonych (w Polsce obecnie kierowane przez Branch Chief (Dyrektorów Oddziałów) Daniel Jankowski (3 dan), Łukasz Stankiewicz (4 dan)
- Shintaiikudo w Japonii
- Josui Międzynarodowej Organizacji Karate w Japonii,
- Ashihara International Karate Organization (AIKO) w Holandii, (przedstawiciel organizacji w Polsce jest sensei Dariusz Winiarski 3 dan AIKO)
- Międzynarodowego Stowarzyszenia Karate Ashihara (IAKA) w Rosji,
- Ashihara Karate International (AKI) w RPA, (przedstawiciel organizacji w Polsce jest shihan Dariusz Winiarski 6 dan AKI)
- Ashihara Budokai w Rosji
- TSG - Ashihara International Karate w Szwecji.

Znani zawodnicy Ashihara Karate:  mistrz K-1 holenderski mistrz świata i Kickboxer Semmy Schilt, gruziński Glory Kickboxer Davit Kiria, duński zawodnik UFC Nicolas Dalby, Rosyjski zawodnik Alexander Lavrushin, Bellator Aleksandr Wołkow i Andrey Levandin pięciokrotny mistrz Sabaki Challenge Spirit (2005-2010).